# Gruppo di NGC 2633
Il Gruppo di NGC 2633 comprende cinque galassie situate nella costellazione della Giraffa.

## Descrizione
La distanza media tra il centro di massa di questo gruppo e la nostra Via Lattea è di circa 110 milioni di anni luce (33,7 Mpc).

## Membri
Nella tabella sottostante sono riportati i membri del gruppo indicati nell'articolo di Garcia del 1993.
| Nome                  | Classificazione | Tipologia       | RA (J2000.0)  | DEC (J2000.0) | Velocità radiale (km/s) | Magnitudine apparente | Distanza di Hubble | Dimensioni (kal) |
| --------------------- | --------------- | --------------- | ------------- | ------------- | ----------------------- | --------------------- | ------------------ | ---------------- |
| IC 2389               | SB(s)b?         | Spirale barrata | 08h 47m 57.8s | 73° 32′ 21″   | 2383 ± 3                | 13,4                  | 35,8 ± 2,5         | 35               |
| NGC 2551              | Sa              | Spirale         | 08h 24m 50.3s | 73° 24′ 43″   | 2344 ± 11               | 12,1                  | 35,1 ± 2,5         | 58               |
| NGC 2633              | SB(b)b          | Spirale barrata | 08h 48m 04.6s | 74° 05′ 56″   | 2175 ± 6                | 12,2                  | 32,6 ± 2,3         | 69               |
| NGC 2634              | E1?             | Ellittica       | 08h 48m 25.4s | 73° 58′ 02″   | 2258 ± 5                | 12,0                  | 33,9 ± 2,4         | 90               |
| NGC 2634A = PGC 24760 | E1?             | Ellittica       | 08h 48m 38.1s | 73° 56′ 21″   | 2086 ± 9                | 13,5                  | 31,3 ± 2,2         | 44               |

Il sito DeepskyLog permette di trovare agevolmente le costellazioni in cui sono situate le galassie; in alternativa si possono utilizzare le coordinate delle galassie per individuarle. Se non altrimenti indicato, le coordinate sono quelle fornite dal sito NASA/IPAC (National Aeronautics and Space Administration / Infrared Processing and Analysis Center).